# Ourapteryx consociata
Ourapteryx consociata är en fjärilsart som beskrevs av Inoue. Ourapteryx consociata ingår i släktet Ourapteryx och familjen mätare. Inga underarter finns listade i Catalogue of Life.